# Naughty Ones
Naughty Ones is een computerspel dat werd ontwikkeld door Melon Dezign en uitgegeven door Interactivision. Het spel kwam in 1994 uit voor de Commodore Amiga. Het spel is een platformspel bestaande uit verschillende schermen. De bedoeling van elk scherm is om een sleutel te vinden en het scherm via de uitgang te verlaten. Onderweg komt de speler vijanden tegen die neergeschoten kunnen worden. De wapens die hiervoor beschikbaar zijn kunnen gedurende het spel verbeterd worden.

## Ontvangst
| Beoordeeld door | Platform   | Datum         | Score |
| --------------- | ---------- | ------------- | ----- |
| Amiga Dream     | Amiga      | juni 1994     | 73%   |
| Amiga Joker     | Amiga      | februari 1994 | 70%   |
| Amiga Joker     | Amiga CD32 | juli 1994     | 66%   |
| High Score      | Amiga      | maart 1994    | 40%   |